# Heinrich Balasch
Heinrich Balasch, född 2 mars 1899 i Wien, var en tysk filmfotograf.
Han inledde sin filmfotografiska karriär med tyska produktioner, men kom under 1930-talet att, förutom i Tyskland, även arbeta i bland annat Ungern, Frankrike, Sverige och Österrike.

## Filmfoto i urval
- 1930 – Fången på Djävulsön
- 1931 – Sången om livet
- 1931 – Falska miljonären
- 1933 – Unga röster
- 1936 – Skeppsbrutne Max